# Phép quay

Phép quay của một hình trong không gian hai chiều quanh điểm O.

Phép quay trong toán học là một khái niệm bắt nguồn từ hình học. Một phép quay bất kỳ là một sự chuyển động của một không gian nhất định nhưng bảo toàn ít nhất một điểm. Chẳng hạn, nó có thể mô tả chuyển động của một vật rắn quanh một điểm cố định. Phép quay có thể có dấu (giống với dấu của góc): phép quay theo chiều kim đồng hồ được biểu diễn bởi một số âm còn phép quay ngược chiều kim đồng hồ được biểu diễn bởi một số dương. Phép quay là phân biệt với các chuyển động khác ở chỗ: phép tịnh tiến không giữ điểm cố định, và các phép phản xạ có toàn bộ một phẳng (n − 1) chiều các điểm cố định trong không gian n chiều.
Một cách toán học, phép quay là một ánh xạ. Tất cả các phép quay quanh một điểm cố định lập thành một nhóm dưới phép hợp ánh xạ được gọi là nhóm quay. Tuy nhiên trong cơ học và tổng quát hơn là trong vật lý, khái niệm này thường được hiểu là một phép biến đổi tọa độ (quan trọng hơn, là phép biến đổi của một cơ sở trực chuẩn), do với một chuyển động bất kỳ của một vật thì sẽ có một biến đổi nghịch đảo nếu được áp dụng lên hệ quy chiếu sẽ khiến cho vật giữ nguyên vị trí. Chẳng hạn, trong không gian hai chiều, sự quay một vật theo chiều kim đồng hồ quanh một điểm với các trục tọa độ cố định là tương đương với việc quay các trục tọa độ quanh điểm đó trong khi vật được giữ cố định. Hai loại phép quay này được gọi là các phép biến đổi chủ động và thụ động.
Nhóm quay là một nhóm Lie gồm các phép quay quanh một điểm cố định. Điểm cố định (chung) này được gọi là tâm của phép quay và thường được đồng nhất với gốc tọa độ. Nhóm quay là một ổn định điểm trong một nhóm rộng hơn gồm các chuyển động bảo toàn định hướng.
Đối với một phép quay cụ thể:
- Trục của phép quay hay trục quay là một đường thẳng gồm các điểm cố định. Trục quay chỉ tồn tại đối với số chiều lẻ n > 2.
- Mặt phẳng quay là một mặt phẳng bất biến dưới phép quay. Khác với trục quay, các điểm của nó là không cố định. Trục quay (nếu có) và mặt phẳng quay là trực giao (vuông góc) với nhau.

Một biểu diễn của các phép quay là một hình thức hóa cụ thể, có thể là hình thức hóa đại số hoặc hình học, được sử dụng để tham số hóa một ánh xạ quay. Ý nghĩa của khái niệm này theo một cách nào đó là đối lập với ý nghĩa trong lý thuyết nhóm.
Phép quay của các không gian afin và của các không gian vectơ tương ứng không phải lúc nào cũng được phân biệt rõ ràng. Khái niệm đầu đôi khi được gọi là phép quay afin (tuy rằng khái niệm này dễ gây nhầm lẫn), trong khi khái niệm sau được gọi là phép quay vectơ.